# Episodi di Cougar Town (quinta stagione)
La quinta stagione della serie televisiva Cougar Town, composta da 13 episodi, è stata trasmessa in prima visione assoluta negli Stati Uniti d'America da TBS dal 7 gennaio al 1º aprile 2014.
In Italia la stagione è disponibile su Sky Box Set di Sky dal 1º giugno 2016. Dal 2 al 16 febbraio 2025 viene trasmessa in prima visione in chiaro su LA7d.
| nº | Titolo originale          | Titolo italiano              | Prima TV USA     | Prima TV Italia |
| -- | ------------------------- | ---------------------------- | ---------------- | --------------- |
| 1  | All or Nothing            | Tutto o niente               | 7 gennaio 2014   | 1º giugno 2016  |
| 2  | Like a Diamond            | Come un diamante             | 14 gennaio 2014  | 1º giugno 2016  |
| 3  | Depending on You          | Dipende da te                | 21 gennaio 2014  | 1º giugno 2016  |
| 4  | The Trip to Pirate's Cove | La "Settimana del bucaniere" | 28 gennaio 2014  | 1º giugno 2016  |
| 5  | Hard on Me                | Duro con me                  | 4 febbraio 2014  | 1º giugno 2016  |
| 6  | Learning to Fly           | Imparare a volare            | 11 febbraio 2014 | 1º giugno 2016  |
| 7  | Time to Move On           | È ora di voltare pagina      | 18 febbraio 2014 | 1º giugno 2016  |
| 8  | Mystery of Love           | Il mistero dell'amore        | 25 febbraio 2014 | 1º giugno 2016  |
| 9  | Too Much Ain't Enough     | Troppo non è abbastanza      | 4 marzo 2014     | 1º giugno 2016  |
| 10 | Too Good to Be True       | Troppo bello per essere vero | 11 marzo 2014    | 1º giugno 2016  |
| 11 | Refugee                   | Profugo                      | 18 marzo 2014    | 1º giugno 2016  |
| 12 | Love Is a Long Road       | L'amore è una lunga strada   | 25 marzo 2014    | 1º giugno 2016  |
| 13 | We Stand a Chance         | Abbiamo una possibilità      | 1º aprile 2014   | 1º giugno 2016  |

## Tutto o niente
- Titolo originale: All Or Nothing
- Diretto da: Michael McDonald
- Scritto da: Blake McCormick

### Trama
La relazione fra Travis e Laurie è ormai passata su un piano decisamente fisico. Jules, nonostante si dichiari felice per la relazione fra l'amica e il figlio, trova estremamente difficile assistere alle loro effusioni. La situazione peggiora quando, rientrando in casa inaspettatamente, Jules li trova a fare la doccia insieme: la donna, sconvolta, scivola nel bagno rompendosi un polso e afferrandosi malamente ai due amanti. Spinta da Grayson ad accettare la cosa, Jules esagera, dichiarandosi libera a tal punto da parlare liberamente di sesso col figlio e da baciare ardentemente il marito davanti a loro. Dopo una conversazione, i tre converranno che la cosa migliore per rendere la situazione meno imbarazzante è comportarsi con naturalezza e accettare il fatto che ormai Travis e Laurie siano una coppia, senza forzare gli eventi in un senso o nell'altro. Andy, nel mentre, ha fatto un piccolo danno: dopo aver mostrato a Stan il film Nightmare, deve ora tranquillizzare il figlio terrorizzato da Freddy Krueger. Ellie ha la soluzione: Tom si dovrà vestire proprio da Freddy Krueger e fare amicizia con Stan, così da mostrargli che non c'è niente da temere. Nel mentre, "Penny Can" è ormai diventato internazionale e Bobby comincia a ricevere le royalties per il suo gioco: questo spinge Grayson a ricordare all'amico la lunga lista di debiti e birre non pagate presso il suo pub.

## Come un diamante
- Titolo originale: Like a Diamond
- Diretto da: Brian Van Holt
- Scritto da: Melody Derloshon

### Trama
Jules si è dimenticata di pagare le bollette, dal momento che non le arrivano più via posta; lo stesso è accaduto con l'assicurazione dell'auto. Proprio mentre si trova in macchina, la donna perde la fede nuziale, piegandosi per cercarla e tamponando l'auto di fronte; dal veicolo scende Sam, ricco ex uomo d'affari che ha deciso di abbandonare il lavoro, girare il mondo e vivere al massimo. Sam si infatua immediatamente di Jules e, credendola single, la invita a bere un caffè. La donna, per fare in modo che l'uomo non denunci l'incidente; accetta. Quello che era un escamotage (con pure il benestare di Grayson) per non pagare una maxi multa sfugge presto di mano: Sam chiede a Jules di sposarla, con una dichiarazione estremamente romantica e un anello tempestato di diamanti. Spiazzata, la donna accetta, trovandosi in un mare di guai: Jules non sa come dire a Sam che in realtà è già sposata, e sarà ancora una volta il povero Grayson a sistemare la situazione. Nel mentre, Bobby ed Andy attendono la neve in Florida (anche se le previsioni parlano solo di un 10% di possibilità) preparandosi freneticamente al suo arrivo: Travis non sa se assecondare il suo padre un po' matto o disilluderlo crudelmente, ma alla fine i due otterranno ciò che vogliono. Ellie cerca di smontare una ad una tutte le storie irreali di Laurie, sostenendo che sono solo menzogne: quando trova una falla nella rete di racconti, però, la ragazza la affronta, chiedendole come mai sia così importante farla passare per una bugiarda.
- Guest star: Matthew Perry (Sam)

## Dipende da te
- Titolo originale: Depending On You
- Diretto da: Courteney Cox
- Scritto da: Melody Derloshon

### Trama
L'attitudine di Jules ad accontentare ogni persona sta cominciando a metterla nei pasticci: la donna non è proprio capace di dire di no, nemmeno ad una coppia particolarmente invadente a cui sta cercando di vendere una casa. Bonnie e Jerry chiedono che Jules e Grayson siano i loro testimoni di nozze, anche se li conoscono a malapena; Jules non riesce a rifiutare, e i due si trovano presto inguaiati, soprattutto perché il matrimonio verrà celebrato esattamente nello stesso tempo di un'importante partita di hockey per Grayson. Nel mentre, Bobby scopre che Travis-Cane ha dei cuccioli; il test del DNA eseguito da Tom lo conferma, e l'uomo cerca l'assistenza di Ellie (ex avvocato temuto da tutti) per una battaglia legale per la loro custodia. Travis e Laurie scoprono che Tom ha costruito nel suo garage un modellino del cul de sac con pupazzetti a loro immagine e somiglianza (eccetto quello di Grayson, più piccolo e indifeso del normale). A Travis sfugge un commento sulla fidanzata che non fa piacere a Laurie, e i due devono gestire il loro primo screzio. 

## La "Settimana del bucaniere"
- Titolo originale: The Trip to Pirate's Cove
- Diretto da: John Putch
- Scritto da: Peter Saji

### Trama
A Gulfhaven è la cosiddetta "Settimana del bucaniere", in cui tutti gli abitanti si travestono e si comportano come dei pirati. In quanto sindaco, Andy ha il dovere di garantire la buona riuscita dell'evento, anche perché il suo predecessore, Roger Frank, ha dei clienti con cui deve fare bella figura e potrebbe seriamente mettere in discussione il suo mandato. Per questo motivo, l'uomo prega la moglie di far emergere "l'incantevole Ellie", ossia di comportarsi gentilmente con tutti e di usare il suo charme per gestire i rapporti sociali. Ellie a malincuore accetta: Jules rimane così affascinata da lasciarsi sfuggire di preferire "l'incantevole Ellie" al normale comportamento scorbutico dell'amica: questo causa un piccolo litigio fra le due. Proprio durante una cerimonia sulla spiaggia, Bobby avvista una medusa gigante: l'allarme scatenato dall'uomo potrebbe far saltare tutta la "Settimana del bucaniere". Andy cerca di minimizzare la cosa, definendo Bobby un visionario: purtroppo l'uomo lo sente e si offende. I due faranno pace entrando in acqua insieme per dimostrare che non ci sono meduse, salvo poi fuggirne a gambe levate. Il negozio di Laurie attraversa un periodo difficile: dopo aver realizzato una torta a luci rosse per Tom, la voce si diffonde e la donna decide di buttarsi nel nuovo business. Travis però fa presto riflettere la fidanzata su quanto sia eticamente accettabile ciò che sta facendo. Nonostante il pienone di clienti pervertiti, Laurie decide quindi di tornare alle vecchie torte "soft". 

## Duro con me
- Titolo originale: Hard on Me
- Diretto da: John Putch
- Scritto da: Mary Fitzgerald

### Trama
Andy, purtroppo, non se la passa troppo bene come sindaco: dopo un imbarazzante articolo sulla stampa locale, deve fare qualcosa per risollevare la propria reputazione. L'uomo decide quindi di organizzare la maratona di Gulfhaven, nella speranza che l'evento sportivo possa riunire tutti i cittadini e farli divertire. Jules è preoccupata per Chick, che dopo la diagnosi di Alzheimer non vuole più uscire di casa; di conseguenza, la donna coinvolge tutta la compagnia del cul de sac nella corsa, chiamando il padre (vecchio allenatore) per prepararli. Chick effettivamente si riscuote, ma viene eccessivamente fomentato dalla situazione: l'uomo sottopone gli amici ad allenamenti massacranti. Ellie ha una brutta influenza: la donna, oltre a essere più insopportabile del solito, gioca contro Chick, contagiando pian piano tutti i membri della compagnia quando essi sono troppo esausti per andare avanti. Come un esercito di zombie, tutti prima o poi finiscono sul divano malati tranne Jules: la donna tiene duro per il padre, e i due finalmente si parlano a cuore aperto. A causa di un dolore alla caviglia, Jules verrà trasportata al traguardo direttamente da tutti gli amici. Le velleità artistiche di Grayson riemergono bruscamente quando l'uomo supera un provino per una pubblicità: inizialmente emozionato, l'uomo rimane deluso quando scopre che si tratta della reclame di un farmaco contro la disfunzione erettile.

## Imparare a volare
- Titolo originale: Learning To Fly
- Diretto da: John Putch
- Scritto da: Michael Lisbe e Nate Reger

### Trama
Nel cul de sac è tempo di mercatino dell'usato: tutte le case svuotano le loro cantine e mettono a disposizione del vicinato, con prezzi più che modici, le cose che non servono più. Anche casa Cobb, casa Keller e casa Torres non sono da meno: i tre amici, tuttavia, prendono la situazione in maniera completamente diversa. Jules vuole solamente liberarsi dalle cianfrusaglie, vendendo oggetti rotti e molto vecchi come funzionanti; Andy ed Ellie, invece, bisticciano perché l'uomo vede il mercatino come un'occasione di comprare tanti divertenti oggetti inutili. I due fanno quindi una scommessa: Ellie dovrà essere gentile con tutti (marito compreso) per un giorno, pena il dover indossare un costume da lottatore di sumo comprato da Andy l'anno prima. Come previsto, l'uomo ne approfitta per accontentare impunemente i propri bizzarri desideri. L'unica a prendere il mercatino seriamente è Laurie, che si arrabbia con Jules e le ricorda l'esistenza di un karma negativo creato dalle sue azioni. Nel tentativo di convincere anche il padre a liberare la barca, Travis scopre un'urna con dentro le ceneri del bisnonno Cobb. Al momento di morire, l'uomo aveva espresso a Bobby, suo nipote preferito, la volontà di essere cremato e di volere le proprie ceneri sparse da una montagna russa. Bobby, tuttavia, non l'ha mai accontentato per paura degli ottovolanti, terrore che ha ovviamente trasmesso anche a Travis. I due compiono un gesto quasi eroico e decidono di accontentare insieme il bisnonno Cobb. Tutto il cul de sac, di fronte alla loro nobile decisione, li accompagna quindi sulle montagne russe per spargere le ceneri.

## È ora di voltare pagina
- Titolo originale: Time to Move On
- Diretto da: Sam Jones
- Scritto da: Brad Morris e Emily Wilson

### Trama
Si avvicina il giorno della laurea di Travis: il ragazzo presto inizierà la sua sfavillante carriera di fotografo, o almeno così spera Jules. Dopo che Ellie le fa notare quanto sia difficile farsi strada nel mondo della fotografia, la donna scopre bruscamente che il figlio ha intenzione di ritrasferirsi a casa, a Gulfhaven, aspettando che un lavoro gli piova addosso e facendosi mantenere dalla madre. Jules decide di dare al figlio un ultimatum: o il ragazzo si trova un lavoro alternativo per mantenersi e contribuire alle spese, o dovrà andarsene di casa. Dopo un fallimentare colloquio, Travis viene assunto da Coffee Bucks: il ragazzo comincia così il suo primo impiego da cameriere, un po' malvolentieri ma con la speranza di riuscire presto a lavorare nel proprio ambito. Ellie cerca in tutti i modi di far entrare Stan ad una prestigiosa scuola primaria: non appena viene a sapere che le coppie "non tradizionali" avranno la priorità, Laurie bacia Ellie e finge di essere la sua ragazza. Le due, come una fantomatica coppia omosessuale, prendono parte a un picnic con gli altri genitori, ma finiscono per bisticciare e "rompere" la loro relazione. Andy, annoiato, non sa più come divertirsi: nonostante i tentativi di Grayson di organizzare un epico "Bro-day", l'uomo preferirà aiutare Tom nel tentativo di girare un video sui gatti.

## Il mistero dell'amore
- Titolo originale: Mystery of Love
- Diretto da: Courteney Cox
- Scritto da: Rachel Specter e Audrey Wauchope

### Trama
Jules e Grayson vengono invitati da Travis e Laurie per un brunch. Credendosi superiori alla neonata coppia, i due si presentano al brunch senza troppe aspettative, portando in dono un cocomero. I due rimangono spiazzati quando si rendono conto che Travis e Laurie hanno organizzato tutto fino all'ultimo dettaglio, offrendo loro un pasto sopraffino e presentandosi come la coppia perfetta. Jules e Grayson vengono quindi travolti dalla competizione e invitano gli altri due a cena, spendendo un sacco di soldi per una cena di crostacei che finirà miseramente sul pavimento. Laurie e Travis confidano quindi di non sentirsi affatto perfetti, ma di aver voluto fare un'ottima impressione su di loro in quanto Jules e Grayson sono il loro modello di coppia ideale. Bobby ed Andy portano Stan in spiaggia: quest'ultimo, infatti, vuole convincere il figlio di essere un "papà simpatico", ma perde le chiavi dell'auto, costringendo tutti a restare al mare per un giorno intero. Il bimbo si diverte invece moltissimo. Tom trova in una scatola comprata al mercatino del cul de sac una bozza di un romanzo che Ellie aveva scritto da giovane: i due si mettono a lavorare assieme per trovare il finale perfetto.

## Troppo non è abbastanza
- Titolo originale: Too Much Ain't Enough
- Diretto da: Josh Hopkins
- Scritto da: Sean Lavery

### Trama
Jules assolda Andy come suo "partner in crime" in una delle sue idee per fare soldi facili. I due brevettano una loro invenzione, il "tracanna-amico", ossia un bicchiere che si avvita direttamente sulla bottiglia di vino e che consente di berla tutta; nonostante lo scetticismo del cul de sac, Jules investe tutti i risparmi in un banchetto per vendere il "tracanna-amico". Quando nessuno vuole comprare la loro invenzione, i due amici si rendono conto di aver sbagliato, ma per fortuna non è troppo tardi per rimediare. Bobby si compra una lussuosa nuova borsa, ma tutti lo prendono in giro, sostenendo che un accessorio nuovo e non rovinato non è da lui. Dopo disperati tentativi di rovinare la borsa per renderla "a misura di Bobby", sarà proprio Laurie a far capire all'uomo che se si sentirà bene con ciò che indossa, nessuno lo prenderà in giro. Travis comincia a frequentare il Gray's Pub con i suoi amici hipster: Grayson cerca, con poco successo, di accattivarsi le simpatie della compagnia. Travis si sente inizialmente imbarazzato, ma poi si rende conto che Grayson sta cercando di comportarsi come un padre per lui.

## Troppo bello per essere vero
- Titolo originale: Too Good to Be True
- Diretto da: John Putch
- Scritto da: Jen D'Angelo

### Trama
Travis decide di portare la cultura nella caffetteria dove lavora organizzando una serata "open mic", dove ognuno può esibirsi su un palco con ciò che sa fare. La serata è inizialmente un successo, finché non si presenta Andy: i suoi numeri da comico, piuttosto stantii e poco divertenti, rischiano di far fallire l'intero progetto. Anche incitato dal datore di lavoro, Travis deve prendere una posizione: il ragazzo deve decidere se rinunciare alla sua serata "open mic" o se ferire Andy chiedendogli di non partecipare più. A Gulfhaven arriva anche Haylee, la figlia di Tom: la compagnia del cul de sac è estremamente curiosa di conoscerla, ma il chirurgo sembra fuggire gli amici. Finalmente la verità viene a galla: Tom ha raccontato ad Haylee di essere fidanzato con Jules, mentre Grayson sarebbe solo un fratello con un ritardo mentale. Jules e Grayson (che non sta più nella pelle al pensiero di un nuovo ruolo da interpretare) decidono inizialmente di aiutare Tom, ma passa poco tempo prima che l'inganno sia scoperto. Haylee è comunque felice di vedere che suo padre, seppure ancora single, sia circondato da tanti amici che gli vogliono bene.
- Guest star: Julianna Guill (Haylee)

## Profugo
- Titolo originale: Refugee
- Diretto da: Michael McDonald
- Scritto da: Michael Lisbe e Nate Reger

### Trama
La barca di Bobby improvvisamente scompare e l'uomo si trova senza casa. Nel disperato tentativo di ritrovarla, Jules e Bobby decidono di riportare in vita la coppia di detective, "Chiomanera" e "Piedigomma", che interpretavano per gioco quando erano sposati, e di risolvere insieme un ultimo caso. Mentre i due si mettono sulle tracce della barca di Bobby, Laurie tenta di arredare nuovamente il proprio appartamento: Travis vuole aiutarla con "l'occhio dell'artista", ma i due non riescono a mettersi d'accordo, finendo per bisticciare e spostare continuamente oggetti. Andy ha problemi con il suo nuovo capo, che sembra non avere intenzione di tenerlo a lungo al lavoro: dopo aver provato a impressionarlo concludendo buoni affari, l'uomo decide di prendere lezioni di seduzione da Grayson. L'uomo insegna all'amico qualche piccolo trucco per catturare l'attenzione dell'interlocutore e portarlo a fare ciò che vuole, ma presto Andy impara talmente bene da applicare simili trucchi anche con la moglie. Ellie decide quindi di imparare a sua volta le regole del fascino, e le lezioni di Grayson si trasformano in un'arma a doppio taglio.

## L'amore è una lunga strada
- Titolo originale: Love Is a Long Road
- Diretto da: Michael McDonald
- Scritto da: Mary Fitzgerald

### Trama
Jules si rende conto che l'Alzheimer di Chick sta peggiorando e tenta di convincere il padre a trasferirsi nel cul de sac. Chick accetta di buon grado e si trasferisce temporaneamente a casa Cobb. Questo crea alcuni problemi con Grayson: l'uomo, infatti, per quanto ben disposto a tollerare un'altra presenza in casa per rendere felice la moglie, non sopporta alcune piccole abitudini di Chick, arrivando ad esplodere e a litigare con Jules. Sarà lo stesso Chick, saggiamente, a sedare la lite: l'uomo confesserà a Grayson di aver avuto lo stesso problema con il padre di sua moglie e di apprezzare enormemente tutti i suoi sforzi per amore di Jules. Tutti sono in fermento per la laurea di Travis: il gran giorno è finalmente arrivato, e Jules pare affidarsi più a Laurie che ad Ellie per l'organizzazione della giornata. Questo riporta a galla l'antica gelosia fra le due: Laurie cavalca l'onda, mentre Ellie mette in atto piccole vendette. Quando la donna arriva a distruggere la torta che Laurie ha preparato per il fidanzato, però, entrambe capiscono che è il caso di chiarire i rapporti. Travis si laurea quindi con tutte le persone della sua vita presenti, in un turbine di felicità e di tante domande sul futuro.

## Abbiamo una possibilità
- Titolo originale: We Stand a Chance
- Diretto da: Courteney Cox
- Scritto da: Peter Saji

### Trama
Jules deve fare un check-up medico, ma non pensa di farcela a non bere vino per qualche giorno. La donna decide quindi di barare sul test delle urine, consegnando un campione di Laurie (che si dichiara "pulita" dall'alcool) al posto del suo. Inaspettatamente, il medico richiama subito: Jules viene così a sapere che Laurie è incinta. Il problema è ora farlo sapere alla coppia, di modo che riescano ad organizzarsi per il futuro: purtroppo l'aria che tira fra Travis e Laurie non è delle migliori. Andy, per impressionare il capo, chiede aiuto proprio ai due amici, che dovranno impersonare una coppia sposata: calandosi troppo nella parte, Travis e Laurie litigano e rischiano di lasciarsi. Jules decide quindi di intervenire bruscamente e di rivelare la notizia: i due, venuti a sapere bruscamente dell'esistenza di un bambino, tornano insieme, promettendosi reciprocamente che faranno di tutto per far crescere felice il loro figlio. Grayson e Bobby si iscrivono per errore a un torneo di breakdance nella palestra comunale di Gulfhaven: i due cominciano una competizione con un gruppo di giovincelli, pur non sapendo ballare: l'aria della gara è però frenata dalla scoperta che entrambi diventeranno nonni. La stagione si chiude con i festeggiamenti per Laurie a casa di Jules, con la compagnia del cul de sac ancora una volta unita a sostenersi.